# Гробница народних хероја на Калемегдану
Гробница народних хероја на Калемегдану, налази се у продужетку Великог савског шеталишта, под самим бедемом Београдске тврђаве. Изграђена је 1948. године.

## Општи подаци
У гробници су сахрањени:
- Моша Пијаде (1890—1957), револуционар, друштвено-политички радник и народни херој
- Иво Лола Рибар (1916—1943), секретар ЦК СКОЈ-а, председник УСАОЈ-а, члан ВШ НОВ и ПОЈ и народни херој
- Ђуро Ђаковић (1886—1929), синдикални радник и организациони секретар ЦК КПЈ
- Иван Милутиновић (1901—1944), члан Политбироа ЦК КПЈ, члан ВШ НОВ и ПОЈ, генерал-лајтант НОВЈ и народни херој

Посмртни остаци Иве Лоле Рибара и Ивана Милутиновића, пренесени су 27. марта 1948. године. Посмртни остаци Ђуре Ђаковића пренесени су, на двадесетогодишњицу његове погибије, 25. априла 1949, док је Моша Пијаде овде сахрањен марта 1957. године.
Попрсја Иве Лоле Рибара, Ивана Милутиновића и Ђуре Ђаковића израдио је 1949. године академски сликар и вајар из Београда, Стеван Боднаров, а попрсје Моше Пијаде академски вајар из Београда, Славољуб Станковић, 1959. године. На зиду на којем се налазе бисте, стоји натпис „Смрт фашизму — слобода народу“.
Гробница народних хероја утврђена је за споменик културе одлуком Скупштине града Београда из 1983. године.

## Галерија
- Биста Моше Пијаде
- Биста Иве Лоле Рибара
- Биста Ђуре Ђаковића
- Биста Ивана Милутиновића